# Elam
Elam (elamsky 𒁹𒄬𒆷𒁶𒋾, sumersky 𒉏𒆠, akkadsky 𒉏𒈠𒆠, staropersky 𐎢𐎺𐎩, hebrejsky עֵילָם, ēlām) byla starověká civilizace, jejíž počátky sahají až do 6. tisíciletí (nejnovější výzkumy datují jeho stáří dokonce do 7. tisíciletí) před naším letopočtem. Byl jednou z nejstarších kulturních oblastí ve světové historii, stejně tak jedním ze středisek samobytné kultury přední Asie. K nejvýznamnějším památkám elamské civilizace patří Čogha Zanbíl, posvátné město Elamu se zikkuraty nacházejícími se mimo území Mezopotámie.

## Zeměpis

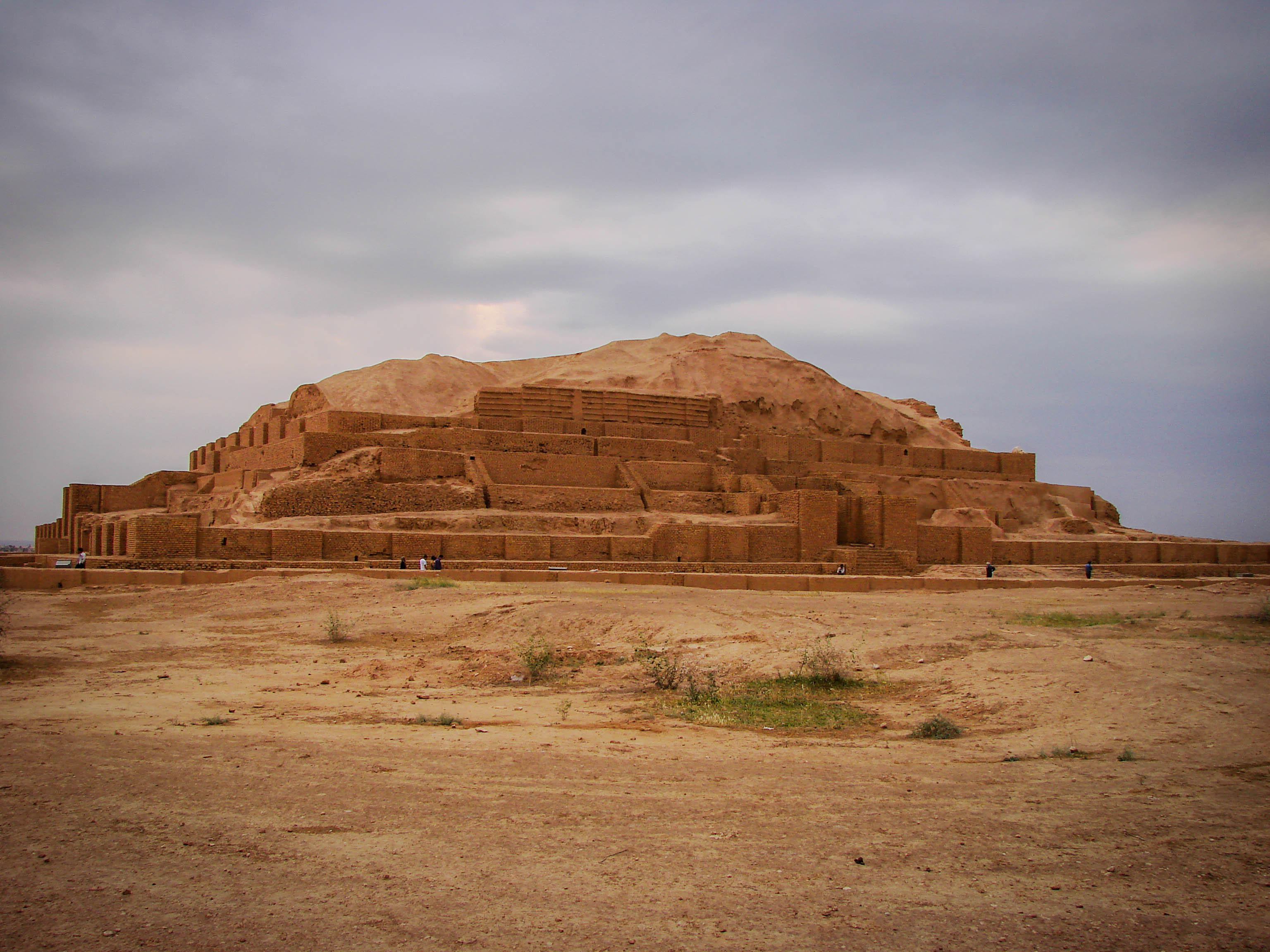
Elamský zikkurat starověkého města Čogha Zanbíl

Starověký Elam se rozkládal v okolí dolního toku řeky Tigris severovýchodně od Perského zálivu na jihozápadě dnešního Íránu (přesněji v jihozápadní části íránského pohoří v současných provinciích Chúzistán a Lurestán). Svou polohou tvořil spojnici mezi Persií a Mezopotámií. Metropolí Elamu byly (zřejmě již od 4. tisíciletí př. n. l.) Súsy.
Ze sumersko-akkadských pramenů z 3. tisíciletí před naším letopočtem známe celou řadu městských států: Anšan, Simaški (později Marchaši), Adamdun (zřejmě sumerský tvar slova Hatamti), Madakt, Dúr-Untaš, (Al-Untaš-Napiriša, akadsky „Untašova pevnost“, dnešní Čóga Zambil). atd. V 2. tisíciletí př. n. l. byly nejdůležitějšími částmi Elamu Šušen (Šušun) a Anšan; Elamští vládci tato města neustále uvádí ve své vlastní titulatuře.

## Etymologie
Obyvatelé Elamu svou zemi nazývali Haltamti, Sumerové ji nazývali Nim-ma nebo Nim, obyvatelé Akkadu Elamtu, (Elamû). V hebrejštině podle Starého zákona Elam (Genesis 10:22). Staří Peršané jej nazývali Hūjiya, později Huz a nejmladší Peršané Xuz.

## Nejstarší historie
Nejstarší historie Elamu je pouze fragmentární, ale podle vykopávek provedených v Tepe-Mussianu sahá až do neolitu. Byly zde odkryty ukázky ornamentované keramiky a jiných předmětů, které dokazují, že zde sídlila velmi svérázná kultura. Kmeny v horách vedly zřejmě kočovný způsob života a postupně se usazovaly v říčních údolích Kercha a Kárůnu, kde v době pravěké přešli k usedlému zemědělství. Při vykopávkách prvního sídliště v Susách byly nalezeny srpy a drtiče na obilí. Starověcí obyvatelé Elamu dokázali velmi vyspěle zpracovávat kámen a na stejné úrovni byla i keramika a tkalcovství. Hutnictví se vyvíjelo pomalu a měděné nástroje mají dlouho tvar nástrojů kamenných.

## Mladší historie
Tzv. Staroelamské období (cca 2550–1520 př. n. l.). První psané poznatky o Elamu se datují přibližně ke konci 27. a první polovině 26. stol. př. n. l., kdy vládne Avanská dynastie (podle sídelního města Awan). Okolo roku 2300 byl Elam pokořen Akkadskou říší. Akkaďané se zem pokoušeli spravovat několik let, ale nedokázali ji udržet. Nový akkadský vládce Rimuš však zemi znova obsadil a úplně zpustošil. Přesto se mu nepodařilo si Elam podrobit. Stejně tak ale museli bránit akkadští (i nejstarší sumerští) vládci a králové před elamskými kmeny zemědělské oblasti Mezopotámie. Ve svých záznamech píší o vpádech Elamitů, ne vždy však úspěšných; tak vládce Lagaše „Eannatum (tento Ennatum na chvíli sjednotil celý Sumer, jak tvrdí Samuel Noah Kramer) rozdrtil Elamu hlavu. Elam byl zahnán do své země.“ Akkadský král Maništusu dobyl Anšan a uvalil na něj daně. Jak bylo napsáno výše, akkadským se nepodařilo Elam nikdy úplně ovládnout a nakonec Maništusův synovec, vládce Narám-Sín, uzavřel s Elamem písemnou smlouvu, ve které je Elam povinen přizpůsobovat svou vnější politiku s Akkadskou říší, ale zachová si svou vnitřní nezávislost (toto je první známá mezinárodní smlouva ve světové historii; je napsaná elamsky, ale akkadským klínovým písmem, jež v této době počíná nahrazovat původní elamské obrázkové, (protoelamské) písmo). Za Šulgiho (2093–2046 př. n. l.), krále III. Dynastie Uru, si Sumerové podmanili některé elamské oblasti, které pak spravovali zvláštní sumerští úředníci. Pád třetí urské dynastie za vlády Ibbi-Sina, kdy Elamové spolu s Amorejci vystupňovali nápor na Sumer a následně dobyli Ur a poplenili další sumerská města, přispěl i k osvobození Elamu a k obnovení nezávislosti elamského království. Elamští králové začali opět vpadat do mezopotamského údolí a dokonce se pevně uchytili v jeho jižní části, Larse. Též babylonský král Chammurapi (Chamurappi) (1792–1750 př. n. l.) musel s Elamity velmi úporně bojovat a teprve až pod svou nadvládou sjednotil značnou část Mezopotámie, vypudil Elamity ze Sumeru (Avdiev), porazil současného krále Šimut-wartaše a jako guvernéra zde dosadil Siwe-palar-chuppaka (1768–1745 př. n. l.). Po Chamurapiho smrti nebyli jeho následníci schopni rozsáhlou říši udržet a Elam znova nabral na síle. O několik desetiletí později vládce Kutir-Nachchunte I., který využil poměrů v Mezopotámii a mezi lety 1730–1720 několikrát vpadnul na její území, kde dobyl na třicet měst. Po jeho smrti se Elam za vlády Kuk-našura (1650–1635 př. n. l.) stává opět vazalským státem Babylonie. To ale netrvá dlouho, za vlády krále Pala-iššana (1570–1545 př. n. l.), se Elam od nadvlády Babylonu osvobodil, načež v roce 1520 př. n. l. do země vtrhli Kassité, kteří ji dobyli a nastává dvě stě let trvající „kassitské temno.“

## Středověk Elamu
Tzv. Středoelamské období (1320–1116 př. n. l.) začalo vzestupem Anšanské-Súzské dynastie kolem roku 1500 př. n. l. Tato doba nám zanechala největší množství archeologických památek, mezi které patří slavný zikkurat Dur-Untaš (nyní Čoga-Zambil) do něhož přiváděl vodu kanál dlouhý přes 50 km. Sídelním městem se stávají Súsy. Elam se vymanil jak z vlády Kassitů, tak další okupace Babylonem. Za vlády Šutruk-Nachchunte I. (1180–1159 př. n. l.) se z Elamu stává hlavní mocnost kolem Perského zálivu a ve východním Íránu. Roku 1160 Šutruk-Nachchunte I. spolu se svým bratrem vpadnul do Babylónie, kde dokonce sesadili z trůnu jejího krále a ta se stala vazalským státem Elamu. Šutruk-Nachchunterovi následníci se snažili říši ještě rozšířit, a to se jim nějakou dobu i dařilo. Ovšem když v neobsazené části Babylónie Šilchan-In-Šušinak (1140–1125 př. n. l.) porazil tamějšího krále Marduk-Kabít-Achchéšu u pevnosti Németti-Marduk, a nedokázal dobýt město, kde se král s poraženým vojskem uzavřel, vedlo to v konečném důsledku ke ztrátě kontroly nad celou Babylónií a k postupnému úpadku Elamu, kterému nedokázal zabránit ani Šilchan-In-Šušinakův syn Chutelutuš-In-Šušinak (1125–1116 př. n. l.). Ten sice při vpádu do Babylonie roku 1124 př. n. l. v bitvě na řece Kerchá Babylonce porazil a v roce 1120 př. n. l. dobyl v Babylonu 31 měst, nakonec však byl v roce 1116 př. n. l. poražen issinským králem Nabukadnesarem I., který se předtím zmocnil celé Babylónie.

## Novoelamské období
Začíná podle historických pramenů vládou Chumban-tachrase (770–755 př. n. l.). Za vlády Chumban-nigaše I. (742–717 př. n. l.), který celý život upevňoval pozice Elamu došlo v roce 720 př. n. l. ke střetnutí s asyrským králem Sargonem II. v bitvě u Déru, kde ho společně s babylonskými vojsky porazil. Tímto začíná řetěz neustálých střetnutí s Asyřany, které trvají až do konce elamské éry. V roce 711 př. n. l. vedl do Elamu svá vojska asyrský král Sinacherib (vládnoucí v letech 721–705 př. n. l.). V letopisu svých výprav praví: „Třicet čtyři opevněných měst jsem dobyl, spolu s malými vesnicemi, vyplenil, zbořil, zpustošil, vydal ohni a dýmem jejich spálenišť pokryl širé nebe jako uragan.“ Elamský král Kudurnachunti rozkázal obyvatelstvu ukrýt se v pevnostech a sám je opustil do vzdálených horských oblastí. Sinacherib se vrátil zpět do Ninive. Asyřanům se nepovedlo Elamity úplně vyhladit ani při druhém odvetném tažení do hor obývaných nezávislými kmeny a asyrský vliv se tak v Elamu nikdy neupevnil.

Až do roku 639 př. n. l. (podle Avdieva 645 př. n. l.), elamští vládci bojovali a uzavírali spojenectví či mírové smlouvy jak s Asýrií, tak s Babyloňany. Země procházela různými politickými zvraty, Asyřanům se ji podařilo několikrát podmanit, ale vzápětí byli opět vytlačeni. Nakonec za vlády Chumba-chaldaše III. asyrský vládce Aššurbanipal Elam zpustošil, nechal masově vyvraždit místní obyvatelstvo, dobyl Súsy, ve kterých zahynul i poslední elamský král.

V budoucnosti se stalo území Elamu jednou z významných satrapií Persie Súsiana. V Súsách Dareios I. vybudoval zimní sídlo perských králů, které však v roce 331 př. n. l. bylo zničeno Alexandrem Velikým.